# Juan Postigos
Juan Postigos (Lima, 13 de maio de 1989) é um judoca peruano que participou das Olimpíadas de 2012 na categoria até 60 kg, onde perdeu na primeira luta.